# Trier-Biewer

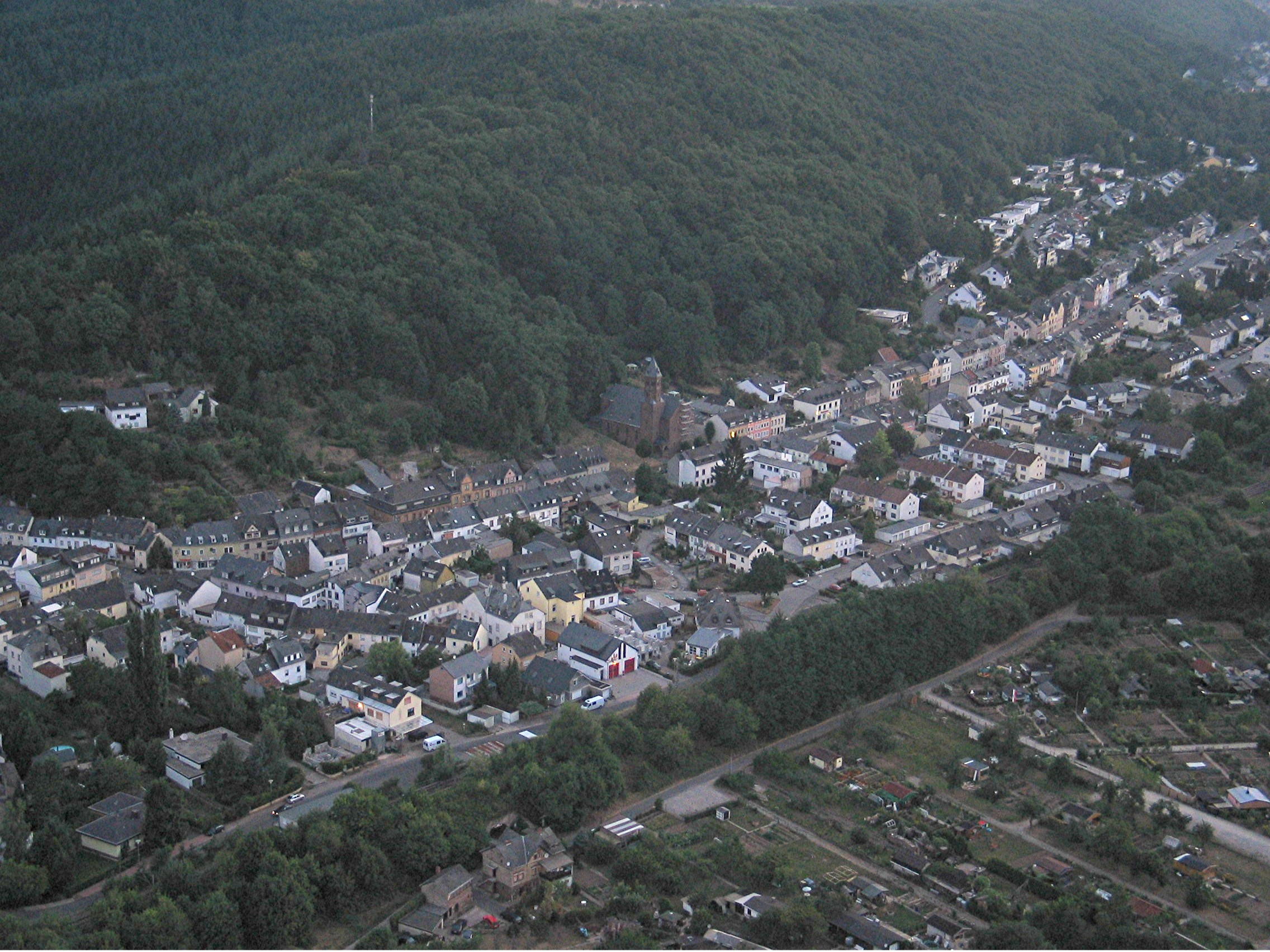
Luftaufnahme von Biewer (2003)

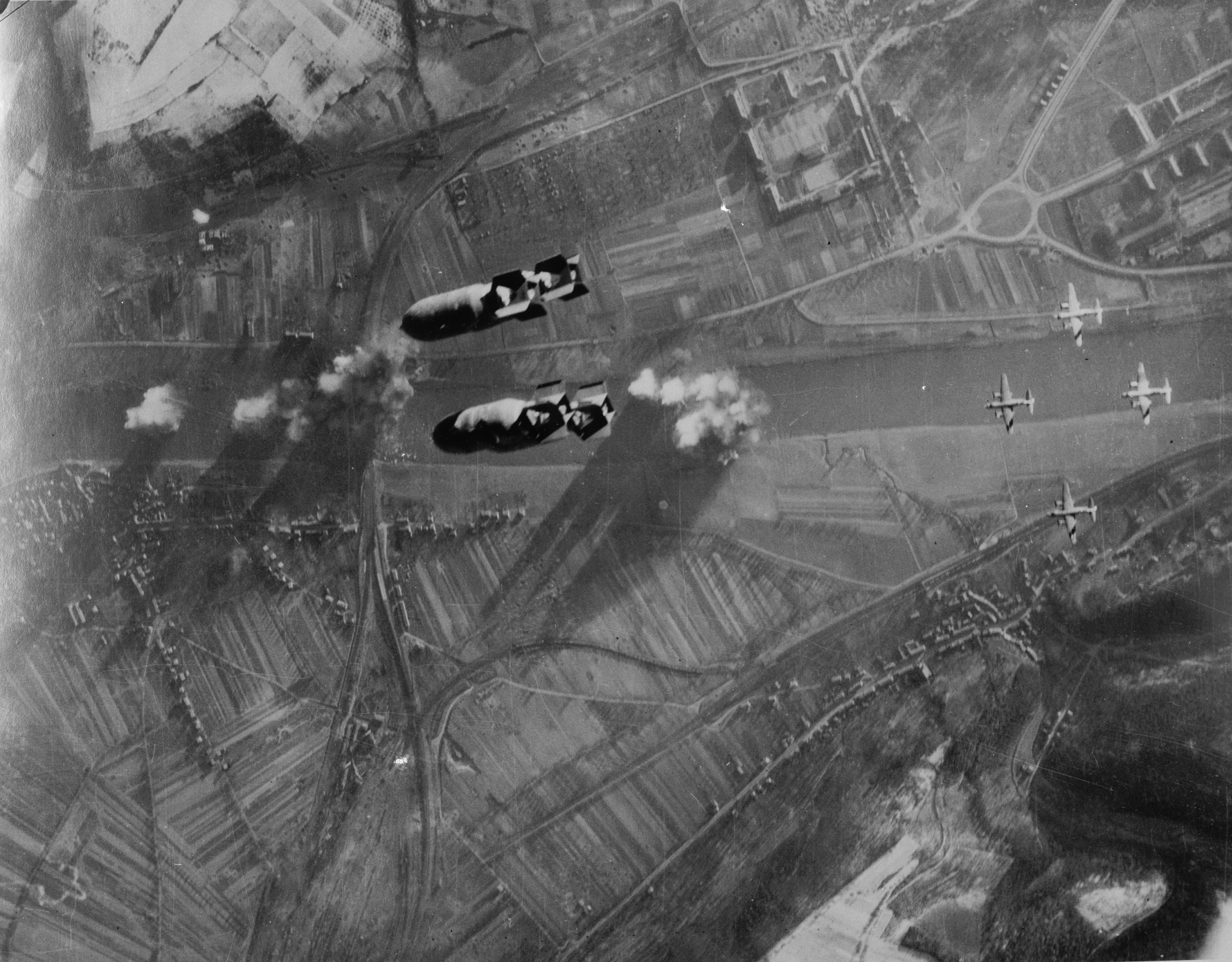
Luftaufnahme von Biewer im Dezember 1944 (rechts unten)

Biewer ist einer der 19 Ortsbezirke der Stadt Trier in Rheinland-Pfalz.

## Geographie
Biewer liegt an der Mündung des Biewerbaches in die Mosel nördlich des Stadtzentrums auf der linken Moselseite und hat etwa 2000 Einwohner.

## Geschichte
Erstmals urkundlich erwähnt wurde Biewer im Jahre 929. Archäologische Funde beweisen jedoch, dass das Gebiet von Biewer schon wesentlich früher besiedelt war. Zur Zeit der Stadtgründung Triers im Jahre 16 v. Chr., führte eine Römerstraße von Trier über Biewer die Mosel entlang, um dann weiter durch die Eifel bis nach Köln zu verlaufen. Entlang dieser Straße gab es in der Höhe Biewers einige römische Behausungen sowie ein römisches Gräberfeld. Am 21. Mai 1930 wurde Biewer in die Stadt Trier eingegliedert.

## Politik
- SPD: 4
- CDU: 7

### Ortsbeirat
Für den Stadtteil Biewer wurde ein Ortsbezirk gebildet. Dem Ortsbeirat gehören elf Beiratsmitglieder an, den Vorsitz im Ortsbeirat führt der direkt gewählte Ortsvorsteher.
Von den elf Mitgliedern des Ortsbeirats Biewer werden sieben von der CDU und vier von der SPD gestellt. Weitere Informationen und historische Daten siehe unter Ergebnisse der Kommunalwahlen in Trier.

### Ortsvorsteher
Ortsvorsteher ist Christian Schuster (CDU). Bei der Direktwahl am 6. Juni 2024 wurde er mit einem Stimmenanteil von 77,4 % gewählt.

### Liste der ehemaligen Ortsvorsteher (ab 1999)
| Zeitraum  | Ortsvorsteher      | Partei |
| --------- | ------------------ | ------ |
| 1999–2004 | Dieter Birkel      | SPD    |
| 2004–2009 | Sabine Berg        | CDU    |
| 2009–2014 | Gerd Kirsch        | CDU    |
| 2014–2019 | Andreas Kratz      | CDU    |
| 2019–2024 | Andreas Kratz      | CDU    |
| seit 2024 | Christian Schuster | CDU    |

## Kultur und Sehenswürdigkeiten
Eine überregional bekannte Besonderheit von Biewer ist der jedes Jahr am Fastnachtsdienstag stattfindende Schärensprung. Der Schärensprung ist eine Art Tanzreigen, bei dem sich eine lange Kette von hüpfenden und springenden, sich an den Händen haltenden Menschen am Anfang des Fastnachtsumzuges durch die Straßen von Biewer schlängelt. Der Ursprung dieses Brauchs ist bis heute nicht erforscht, es wird jedoch von keltischen Bräuchen ausgegangen, mit denen der Winter vertrieben werden sollte. Ähnlichkeiten zum Schärensprung besitzt die im benachbarten Luxemburg jährlich stattfindende Echternacher Springprozession, sowie der Furry Dance am Flora Day (8. Mai) in Helston (Cornwall, Großbritannien).

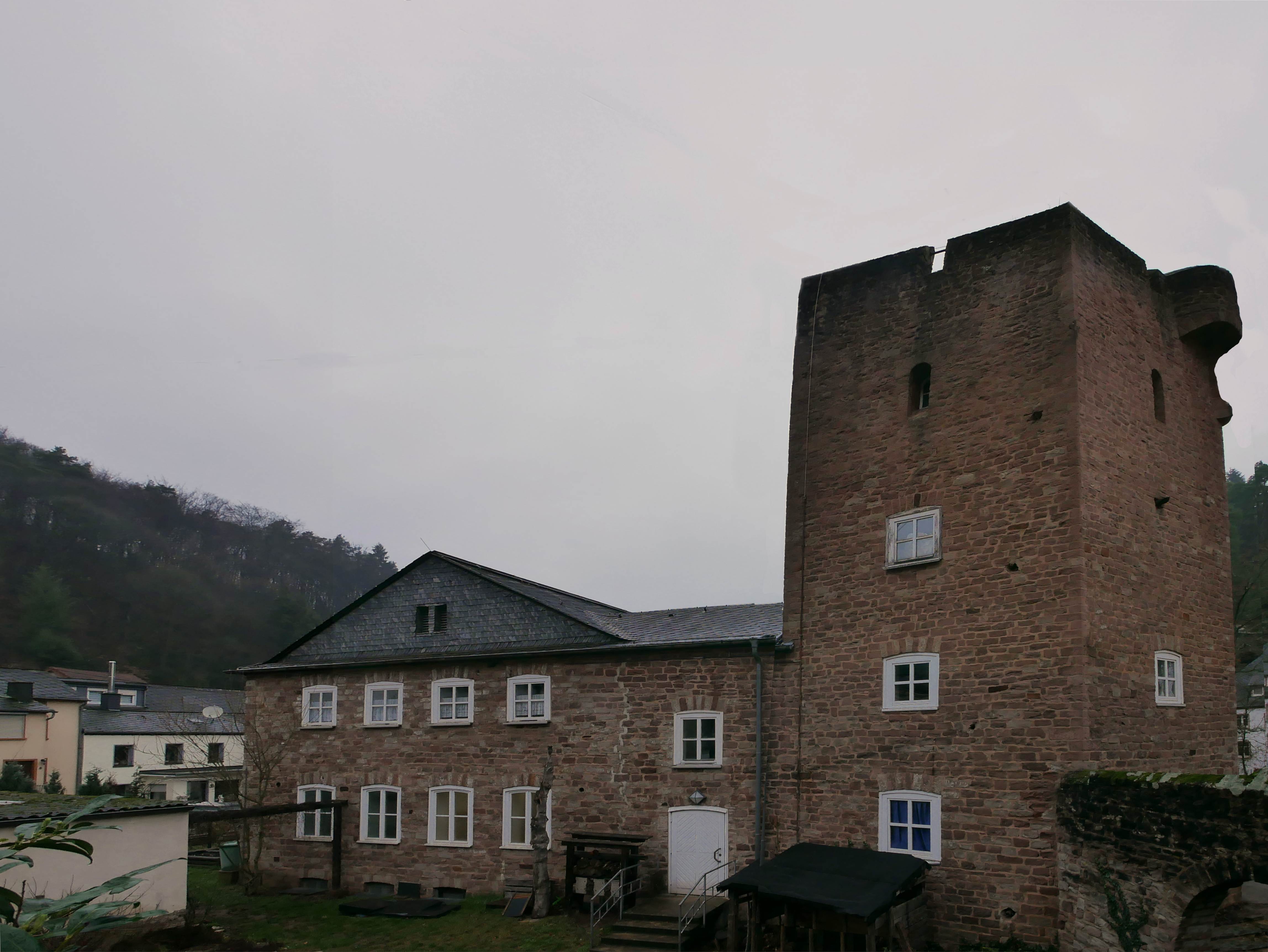
Staatsjugendheim

Das bedeutendste Baudenkmal ist das ehemalige Leprosorium St. Jost (Trier) mit Siechenhaus, Kapelle und dem ehemaligen Friedhof.
Aus der Zeit des Nationalsozialismus hat sich das 1936/37 als Staatsjugendheim erbaute, auch Haus der NSDAP und Großheim der HJ genannte, nach Plänen des Leiters des städtischen Hochbauamtes durch Heinrich Otto Vogel und E. Winklers errichtete Gebäude erhalten. Es ist neben den heutigen Altbauten der Hochschule Trier das bedeutendste Baudenkmal aus der Zeit des Nationalsozialismus in Trier

## Infrastruktur und Wirtschaft
Der Ort weist einen dörflichen und vereinzelt einen vorstädtischen Charakter auf. Die vorstädtisch geprägten Gebäude wurden bereits um die Jahrhundertwende oder früher errichtet. Eine ortsbildprägende Erweiterung gab es seit der Eingemeindung nicht.

### Schulen und Kindergärten
- Grundschule am Biewerbach (seit 2005 Ganztagsschule)
- Kindertagesstätte St. Jakobus

### Vereine und Bürgerinitiativen
- Kulturverein „Biewener Hoahnen“
- Verein für Heimatpflege „Biewener Hoahnen“ 1952 e. V.
- Freiwillige Feuerwehr
- Kirchenchor
- Sportverein TSG Biewer
- Musikverein
- Mandolinenclub
- Förderverein der Grundschule
- Interessensgemeinschaft zur Rettung der Sankt Jost Kapelle
- Kleingärtnerverein Trier-Biewer 1948 e. V.